# Иво Лозица
Иво Лозица (Лумбарда, 10. јул 1910  — Лумбарда, 27. март 1943), био је хрватски вајар, доцент Академије ликовних уметности у Загребу, који је током Другог светског рата стрељан од стране италијанских фашиста.

## Живот и каријера
Рођен је у Лумбарди, на острву Корчула, 10. јуна 1910. године као први син породице Анице и Антуна Лозица, Барбарешко. Каменоклесарску школу заврио је у Корчули од 1923. до 1925 године у којој му је ментор Франа Кршинић. Са шеснаест година, на препоруку свог ментора, Кршинића, Иво је 1926. године као први у класи примљен на Ликовну академију у Загребу, у класу Ивана Мештровића.
Усавршавао се код Ивана Мештровића у Паризу, након што је 1931. године добио француску стипендију. У Паризу је нешто касније након годину дана усавршавања завршио специјализацију на Сорбони.
По повратку из Париза радио је у Мештровићев атељеу у Сплиту, и помагао Мештровићу у клесању каријатида за његов Споменик незнаном јунаку на Авали у Београду (1935.-1938).
У Загребу је постављен за доцент, а касније и за професор на Академији ликовних умјетности у Загребу (1938 — 1942).

Стрељали су га италијански фашисти 27. марта 1943. године, због сарадње са партизанима.
| „ | Из доступних докумената утврђено је да је вајар Иво Лозица од стране италијанских карабињера ухапшен у Лумбарди 9. марта 1943. године, заједно с учитељом Стипаном Шестановићем, Ником Кринићем и Антом Јурјевићем. Одведени су у затвор у Корчулу, мучени су, затим поновно доведени у Лумбарду, где су их (пред родитељима) стрељали 27. марта 1943. године. | ” |

## Ликовно стваралаштво
Иако је радио у многим материјалима: камену, бронзи, мермеру, садри, дрвету и теракоти, ипак је своја најбоља дела остварио у камену, за који је имао посебан осећај за хармонију и лепоту облика.
Теме у његовим делима биле су различте, од експресивних ликова тежака и рибара до актова наглашене волуминозности.
Иво Лозица је извајао бројне скулптуре које данас имају истакнуто место у новијем хрватском вајарству, мешу којима су значајнији актови („Послије купања”, „Прољеће” и „Женски торзо”).
Радио је и цртеже у сепији, тушу и угљу. У почетку (под Мештровићевим утицајем) „волумен на слици је прво остваривао сенчањем, а нешто касније ослањањен на динамичку линију обриса којом је изражавао ритам и покрет.” Често је цртао и скице и на њима правио белешке, као идеје за скулптуралне композиције, али су ти „цртежи често били израз искључиво цртачкога порива”. Углавном је цртао женске актове, али портрете, нпр. „Портрет вајара Бранка Ружића”, у профилу (1942).
На последњим скулптурама пред крај насилно прекинутог живота, изашао је из крутог реалистичког обликовања и све више је наглашавао појединости, од којих је постепено прелазиу у целовито обухватање облика. Тако је нпр. у мермерном Женском торзу, који је израдио пред сам крај свог живота, чистоћом облика и благим прелазима Лозица се потпуно приближио модерном схватању вајарске форме.

## Изложбе
Самосталне изложбе
Дела су му излагана на самосталним изложбама у:
- Загребу (1954, 2002, 2010),
- Дубровнику (1961, 2010),
- Корчули (1978),
- Лумбарди (2008).

Групне изложбе
Своја дела излагао је на следећим групним (колективним )изложбама: 
- Загребачки умници (Загреб 1935–36),
- Група хрватских умјетника (Сплит 1937),
- Пола вијека хрватске умјетности (Загреб 1938–39),
- Годишња изложба хрватских умјетника (Загреб 1940),
- Изложба хрватских умјетника у НДХ (Загреб 1941–42; Берлин, Беч и Братислава 1943),
- Илегална изложба умјетника (Сплит 1943),
- Изложба умјетника партизана (Сплит 1944, Дубровник 1945),
- Сликарство и кипарство народа Југославије 19. и 20. стољећа (Београд 1946, Загреб, Љубљана, Москва, 1947, Праг, Варшава 1948),
- УЛУХ-а (Загреб 1946, 1948),
- 60 година сликарства и кипарства у Хрватској (Загреб 1961),
- Модерна хрватска умјетност (Жељезно 1966),
- Загребачки салон (1966),
- Ликовна умјетност у НОБ-и Хрватске (Загреб 1974),
- Кипарство Хрватске 19. и 20. стољећа (Загреб 1974),
- Југославенска скулптура 1870–1970 (Београд 1975),
- Изложба портрета (Тузла, Загреб 1976),
- Сувремени корчулански умјетници (Корчула 1979),
- Сто година Строшмајерове галерије (Загреб 1984),
- Збирке Бауер (Загреб 1989),
- Тисућу година хрватске скулптуре (Загреб 1991),
- Збирка умјетнина Мостарске бискупије (Загреб 1992),
- АЛУ 1907–1997 (Загреб 1997)
- Скулптура (Дубровник 2003).